# Гай, Райан
Ра́йан Гай Ви́ллеман (англ. Ryan Guy Villeman; 5 сентября 1985, Карлсбад, Калифорния, США) — американо-гуамский футболист, полузащитник. Выступал за сборную Гуама.

## Карьера
В 2003—2006 годах Гай обучался в Университете Сан-Диего по специальности «Политология» и играл за университетскую футбольную команду «Сан-Диего Торерос» в Национальной ассоциации студенческого спорта.
В 2005 году также выступал в Премьер-лиге развития ЮСЛ за клуб «Боулдер Рэпидз Ризервс», в 2006 году — в Национальной премьер-лиге за клуб «Саутерн Калифорния Фьюжн».
На Супердрафте MLS 2007 Гай был выбран во втором раунде под общим 22-м номером клубом «Даллас». «Даллас» предложил Гаю молодёжный контракт, но он предпочёл попытать свои силы в Европе. Проходил просмотры в английском «Кристал Пэлас» и немецком «Ганновер 96». В феврале 2007 года подписал контракт с ирландским «Сент-Патрикс Атлетик». Дебютировал в Лиге Ирландии 6 апреля 2007 года в матче против «Голуэй Юнайтед». Свой первый гол за «святых» забил 15 июля 2007 года в матче против «Лонгфорд Таун». 17 июля 2008 года забил единственный гол в матче первого квалификационного раунда Кубка УЕФА 2008/09 против латвийского «Олимпс», принеся «Сент-Патрикс Атлетик» первую в клубной истории гостевую победу в еврокубках. 18 октября 2008 года в дерби против «Шемрок Роверс» оформил хет-трик. В январе 2011 года Гай покинул «Сент-Патрикс Атлетик» и вернулся в США по личным причинам.
После возвращения в США играл за клуб Национальной премьер-лиги «Сан-Диего Флэш», проходил просмотры в клубах MLS: «Портленд Тимберс», «Чивас США» и «Даллас». 9 июня 2011 года Гай подписал контракт с клубом «Нью-Инглэнд Революшн». В MLS дебютировал 18 июня 2011 года в матче против «Чикаго Файр», выйдя на замену на 71-й минуте вместо Криса Тирни. 25 сентября 2011 года в матче против «Чикаго Файр» забил свои первые голы в MLS, оформив дубль. По окончании сезона 2013 «Нью-Инглэнд Революшн» не продлил контракт с Гаем.
Поиграв за «Сан-Диего Флэш», в середине августа 2014 года Гай присоединился к клубу Североамериканской футбольной лиги «Сан-Антонио Скорпионс».
В марте 2016 года Гай был назначен главным тренером клуба Национальной премьер-лиги «Норт Каунти Батталион».
Отец Райана — выходец с Гуама. В августе 2012 года Гай заявил о намерении выступать за сборную Гуама. Дебютировал за Гуам на товарищеском турнире Philippine Peace Cup в сентябре 2012 года, сыграв во всех трёх матчах группового этапа.

## Достижения
Командные
 «Сан-Антонио Скорпионс»
- Чемпион Североамериканской футбольной лиги: 2014